# Neopoganstvo
Neopoganstvo predstavlja razne rekonstrukcije pretkršćanskih religija i duhovnih pravaca. Primjeri su wicca, asatru i neodruidizam.
Današnji neopoganski pokreti uglavnom temelje svoja uvjerenja na jedinstvu prirode i božanstva.
Neopoganstvo uključuje vjerovanja koja izlaze iz okvira vjerovanja osnovanih na principima abrahamskih tradicija (judaizma, kršćanstva i islama).